# کریس الیوت
 کریس الیوت (انگلیسی: Chris Elliott؛ زادهٔ ۳۱ مهٔ ۱۹۶۰) هنرپیشه اهل ایالات متحده آمریکا است. وی از سال ۱۹۸۳ میلادی تاکنون مشغول فعالیت بوده‌است.
از فیلم‌هایی که وی در آن نقش داشته است، می‌توان به دیکتاتور، روز دوم ماه فوریه، یه چیزی راجع به مری هست، سردسته، سلول قهرمان، بازنویسی، روز برفی و پسر ملوان اشاره کرد.